# オアシス都市
オアシス都市（オアシスとし）はゴビ砂漠、タクラマカン砂漠、カラクム砂漠、イラン砂漠など古代中央アジア・西アジアの砂漠地帯に点在する、オアシスに成立した都市。

## 主なオアシス都市

### パミールの東
- 敦煌（敦煌市）
- ハミ（伊州区）
- トルファン（トルファン市）
- ビシュバリク
- クロライナ
- チェルチェン（チャルチャン県）
- チャドータ
- カラシャール（焉耆回族自治県）
- クチャ（クチャ県）
- アクス
- ホータン
- カシュガル

### パミールの西
- コーカンド
- フェルガナ
- チャーシュ（タシュケント）
- サマルカンド
- ケシュ（シャフリサブス）
- ブハラ
- ヒヴァ